# Darjan Petrič
Darjan Petrič (Kranj, 24 agosto 1964) è un ex nuotatore jugoslavo, dal 1992 sloveno.
Anche suo fratello maggiore Borut era un nuotatore professionista.

## Carriera
In carriera vinse la medaglia di bronzo ai campionati mondiali nel 1982 nei 1500m stile libero.

## Palmarès
- Mondiali

Guayaquil 1982: bronzo nei 1500m stile libero.
- Europei

Spalato 1981: bronzo nei 400m stile libero.
Roma 1983: bronzo nei 400m stile libero.
- Giochi del Mediterraneo

Spalato 1979: oro nei 1500m stile libero e argento nei 200m farfalla.
Casablanca 1983: oro nei 400m stile libero, argento nei 1500m stile libero e bronzo nei 200m stile libero.